# Angelo Comastri
Angelo Comastri (Sorano, 17 de setembro de 1943) é prelado católico italiano, arcipreste emérito da Basílica de São Pedro, ex vigário-geral para a Cidade do Vaticano e ex presidente da Fábrica de São Pedro. Anteriormente, ele atuou como bispo da Diocese de Massa Marittima-Piombino (1990-1994) e prelado de Loreto (1996-2005). Foi nomeado cardeal em 2007.

## Biografia
Comastri nasceu em Sorano, na província de Grosseto, filho de Beneria Scossa e Fernando Comastri. Fez seus primeiros estudos na sua cidade natal e frequentou o seminário de Pitigliano e o Seminário Regional de Santa Maria della Quercia em Viterbo. Continuou seus estudos na Pontifícia Universidade Lateranense (onde obteve licenciatura em Teologia Sagrada) e no Pontifício Seminário Maior de Roma. Em 11 de março de 1967, ele foi ordenado presbítero por Dom Luigi Bocaddoro.
Comastri serviu como vice-reitor do seminário menor de Pitigliano e, concomitantemente, fez trabalho pastoral na paróquia de San Quirico. Depois foi transferido para a Cúria Romana como oficial da Congregação para os Bispos. Serviu como diretor espiritual do Pontifício Seminário Menor de Roma e como capelão penitenciário antes de retornar a Pitgliano, de cujo seminário se tornou reitor em 1971. Em 1979, foi nomeado pároco de Porto Santo Stefano. Também foi membro do colégio diocesano de consultores, e serviu como delegado episcopal para os seminaristas residentes fora da diocese e professor de religião no Instituto Profissional para Atividades Marítimas de Porto Santo Stefano.
Em 25 de julho de 1990, Comastri foi nomeado bispo de Massa Marittima-Piombino pelo Papa João Paulo II. Recebeu sua sagração episcopal em 12 de setembro seguinte, por imposição das mãos do cardeal Dom Bernardin Gantin, tendo o arcebispo Dom Gaetano Bonicelli e o bispo Dom Eugenio Binini como auxiliares, na igreja paroquial de Santo Estêvão Protomártir em Porto Santo Stefano. Ele renunciou ao bispado por motivos de saúde em 3 de março de 1994. Após sua recuperação, foi nomeado presidente do Comitê Nacional Italiano para o Grande Jubileu de 2000 e incumbido do Centro Nacional para Vocações da Conferência Episcopal Italiana.
Comastri foi nomeado prelado de Loreto, com o título pessoal de arcebispo, em 9 de novembro de 1996. Em 5 de fevereiro de 2005, foi nomeado presidente da Fábrica de São Pedro, vigário-geral para a Cidade do Vaticano e arcebispo coadjutor da Basílica de São Pedro. Ele pregou os exercícios espirituais da Quaresma para o Papa e para a Cúria Romana em 2003, e as meditações para a Via Crúcis no Coliseu na Sexta-Feira da Paixão de 2006. Com a renúncia do cardeal Francesco Marchisano em 31 de outubro de 2006, Comastri o sucedeu como arcipreste da Basílica de São Pedro.
O Papa Bento XVI fê-lo cardeal no consistório de 24 de novembro de 2007, designado cardeal-diácono de São Salvador em Lauro. Em adição às suas tarefas principais, ele também serve como vice-presidente da Pontifícia Academia da Imaculada Conceição e é membro da Congregação para a Causa dos Santos desde 2005.
Comastri participou do conclave que elegeu o Papa Francisco.